# Frank Conroy (Schauspieler)
Frank Parish Conroy (* 14. Oktober 1890 in Derby, Derbyshire, England; † 24. Februar 1964 in Paramus, New Jersey) war ein britischer Schauspieler.

## Leben
Frank Parish Conroy war ein britischer Schauspieler, der mit über 50 Jahren Bühnenerfahrung von 1913 bis 1963 am Broadway tätig war. Nach seinem Musicaldebüt 1913 mit The Passing Show of 1913 debütierte er 1914 mit  The Garden of Paradise als Theaterschauspieler mit einem dramatischen Stück. Bei einer Mitwirkung von knapp 50 unterschiedlichen Stücken wurde er 1957 für seine Darstellung des William Callifer in Graham Greenes The Potting Shed mit dem renommierten Theaterpreis Tony Award als Bester Nebendarsteller ausgezeichnet. Ab 1930 war Conroy auch regelmäßig beim US-amerikanischen Film zu sehen. Größere Bekanntheit erlangte er durch die Darstellung des sadistischen Major Tetley in dem von William A. Wellman inszenierten Westerndrama Ritt zum Ox-Bow (1943). Ebenfalls spielte Conroy in Filmen wie Charlie Chan in Ägypten, Panik um King Kong und Der Tag, an dem die Erde stillstand.
Conroy verstarb im Alter von 73 Jahren an den Folgen eines Herzinfarktes. Er war mit Helen Robbins verheiratet, mit der er einen Sohn hatte.

## Filmografie (Auswahl)
- 1930: The Royal Family of Broadway
- 1931: Wolkenstürmer (Hell Divers)
- 1931: Alles für dein Glück (Possessed)
- 1931: Helden der Unterwelt (Bad Company)
- 1932: Menschen im Hotel (Grand Hotel)
- 1933: Midnight Mary
- 1934: Das Mädel aus der Unterwelt (Upperworld)
- 1934: Weiße Parade (The White Parade)
- 1934: Die Glückspuppe (Little Miss Marker)
- 1934: Ich kämpfe für dich (Evelyn Prentice)
- 1934: Sadie McKee
- 1934: Manhattan Melodrama
- 1935: Goldfieber in Alaska (The Call of the Wild)
- 1935: Charlie Chan in Ägypten (Charlie Chan in Egypt)
- 1935: Der Untergang von Pompeji (The Last Days of Pompeii)
- 1935: Helden von heute (West Point of the Air)
- 1935: Wo die Liebe hinfällt (I Live My Life)
- 1935: Zeig’ kein Erbarmen! (Show Them No Mercy!)
- 1936: The White Angel
- 1936: Meet Nero Wolfe
- 1936: The Gorgeous Hussy
- 1936: Charlie Chan in der Oper (Charlie Chan at the Opera)
- 1937: Der letzte Gangster (The Last Gangster)
- 1937: Finale in St. Petersburg (The Emperor’s Candlesticks)
- 1937: Stolen Holiday
- 1937: Frisco-Express (Wells Fargo)
- 1941: This Woman Is Mine
- 1941: Die kleinen Füchse (The Little Foxes)
- 1943: Ritt zum Ox-Bow (The Ox-Bow Incident)
- 1943: Lady of Burlesque
- 1943: Crash Dive
- 1948: Alle meine Söhne (All My Sons)
- 1948: Der Mann ohne Gesicht (Rogues’ Regiment)
- 1948: Stadt ohne Maske (The Naked City)
- 1948: Die Schlangengrube (The Snake Pit)
- 1949: Panik um King Kong (Mighty Joe Young)
- 1951: Der Tag, an dem die Erde stillstand (The Day the Earth Stood Still)
- 1951: Lightning Strikes Twice
- 1959: Der Mann aus Philadelphia (The Young Philadelphians)
- 1959: Eine Meile Angst (The Last Mile)
- 1960: Jeder zahlt für seine Schuld (The Bramble Bush)